# Sybra scutellata
Sybra scutellata är en skalbaggsart som beskrevs av Fisher 1925. Sybra scutellata ingår i släktet Sybra och familjen långhorningar.
Artens utbredningsområde är Filippinerna. Inga underarter finns listade i Catalogue of Life.